# Nazionale femminile under 17 di calcio della Svizzera
La nazionale Under-17 di calcio femminile della Svizzera è la rappresentativa calcistica femminile della Svizzera formata da giocatrici al di sotto dei 17 anni, gestita dalla federazione calcistica della Svizzera (Associazione Svizzera di Football, Association Suisse de Football, Schweizerischer Fussballverband, Associaziun Svizra da Ballape - ASF-SFV).
Come membro dell'Union of European Football Associations (UEFA), partecipa a vari tornei di calcio internazionali ufficiali, il campionato europeo e il Campionato mondiale FIFA di categoria, e a invito, come il Torneo di La Manga.
Il risultato più prestigioso ottenuto dalla formazione Under-17 è il secondo posto nell'Europeo UEFA conquistato nell'edizione di Islanda 2015.

## Piazzamenti agli Europei Under-17
- 2008: Non qualificata
- 2009: Non qualificata
- 2010: Non qualificata
- 2011: Non qualificata
- 2012: Quarto posto
- 2013: Non qualificata
- 2014: Non qualificata
- 2015: Secondo posto
- 2016: Non qualificata
- 2017: Non qualificata
- 2018: Non qualificata
- 2019: Non qualificata
- 2020 - 2021: Tornei cancellati
- 2022: Non qualificata
- 2023: Semifinalista

## Piazzamenti ai Mondiali Under-17
La formazione non si è mai qualificata per un Mondiale.